# La luna
La luna is een Amerikaans-Italiaanse dramafilm uit 1979 onder regie van Bernardo Bertolucci. Actrice Jill Clayburgh werd voor haar hoofdrol in 1980 genomineerd voor een Golden Globe.

## Verhaal
De operazangeres Caterina Silveri vertrekt met haar tienerzoon naar Italië na de dood van haar man. De jongen komt op het slechte pad terecht. Hij raakt verslaafd aan drugs en wordt bovendien misbruikt door de exploitant van een ijssalon. Tijdens zijn ontwenning keert hij terug naar zijn moeder. Zij is geschokt en verleidt hem om zo de pijn te verzachten.

## Rolverdeling
| Acteur             | Personage              |
| ------------------ | ---------------------- |
| Jill Clayburgh     | Caterina Silveri       |
| Matthew Barry      | Joe Silveri            |
| Veronica Lazar     | Marina                 |
| Fred Gwynne        | Douglas Winter         |
| Elisabetta Campeti | Arianna                |
| Peter Eyre         | Edward                 |
| Mustapha Barat     | Mustafa                |
| Rodolfo Lodi       | Maestro Giancarlo Calo |